# CTC Media
Mass-media CTC
Nume nativ	ООО «СТС Медиа»
Tipul companiei	Venture
Tranzacționat ca	
Nasdaq: CTCM
NYSE: CTCM
Industrie	Difuzare, divertisment, TV, difuzare gratuită, producție TV
Fondat	1989; acum 36 de ani
Sediu	Moscova, Rusia
Persoane cheie	Viacheslav Murugov (CEO)
Venit	472 milioane USD[1] (2017)
Venituri din exploatare	7,27 milioane USD[1] (2017)
Venit net	6,72 milioane USD[1] (2017)
Total active	857 milioane de dolari[1] (2017)
Capitaluri proprii totale	702 milioane de dolari[1] (2017)
Proprietar	Grupul Național Media (49%)
VTB (51%)
Site-ul web	http://www.ctcmedia.ru/
CTC Media LLC este o companie rusă de radiodifuziune cu sediul în Moscova, Rusia.
Istorie
CTC Media (până în 2004 - StoryFirst Communications) a fost înființată de un antreprenor american Peter Gerwe în 1989 în Delaware, Statele Unite. [2] În 1991 a co-fondat postul de radio ruso-american Maximum. Grupul a lansat operațiunile de difuzare în 1991 cu propriul post de televiziune din Sankt Petersburg. Channel Six din Sankt Petersburg a început să emită în alte regiuni în 1994.
Canalul național de televiziune CTC a debutat în 1996, primul canal tematic din Rusia Domashny a fost lansat în 2005. [3][4]
În 2009, СTC Media a început difuzarea internațională prin satelit în America de Nord sub numele de CTC International. În iunie 2010, a avut loc lansarea radiodifuziunii internaționale în Israel. În martie 2011, CTC Media a început să difuzeze internațional în Germania, iar mai târziu, în mai 2011, au fost semnate o serie de acorduri pentru a începe să difuzeze pe două noi platforme din America de Nord. În octombrie 2011, CTC International și-a extins amprenta în America de Nord și a început să transmită în statele baltice. În februarie 2012, versiunea internațională a CTC a început să fie difuzată în Europa, precum și în mai multe țări din Africa de Nord, Orientul Mijlociu și Asia Centrală. CTC-International a început să emită în Kârgâzstan în aprilie 2012 și s-a lansat în Armenia, Georgia și Azerbaidjan în luna mai a aceluiași an. CTC International este disponibil în Thailanda din iulie 2012.
Agenția de publicitate Everest Sales a fost înființată în toamna anului 2010 și este responsabilă pentru vânzarea inventarului publicitar al CTC, Domashny, Che și CTC Love, Videomore.ru al Grupului și portalul de internet Domashniy.ru. De asemenea, gestionează vânzările de publicitate în Comunitatea Statelor Independente pentru grupul de companii Channel 31 din Kazahstan.
În decembrie 2010, Videomore a fost lansată ca prima rețea de televiziune socială din Rusia. [5] Site-ul combină toate avantajele unui portal video profesional cu cele ale unei rețele sociale. Din 2012, oferă și conținut de Channel Five și Ren. [6] În octombrie 2011, CTC Media a introdus portalul Domashniy ca o extensie online a canalului TV Domashny, care se adresează unui public feminin. [7]
În octombrie 2013, Peretz International (versiunea internațională a canalului Peretz) a început să emită în rețelele de cablu din Belarus. În ianuarie 2014, lansarea a avut loc în Kârgâzstan.
În primăvara anului 2014, CTC Media a lansat noul canal CTC Love pe platformele de cablu și satelit,[8][9] și a semnat un acord de distribuție cu Hulu. [10]
CTC Media a fost achiziționată de firma privată Telcrest Investments Limited din Nicosia, Cipru, în primăvara anului 2016. [11]
Activitatea de afaceri
În decembrie 2007, Grupul a achiziționat unitățile de producție de conținut TV Soho Media pentru 10 milioane de dolari și CostaFilm a lui Konstantin Kikichev pentru 40 de milioane de dolari. [12] Companiile au fuzionat în Story First Production în iulie 2011. [13]
În 2008, CTC Media a achiziționat o participație de 20% în grupul de companii Channel 31 din Kazahstan pentru 65 de milioane de dolari și a început să difuzeze în format CTC. În octombrie 2008, Grupul a achiziționat o participație de 51% în compania de radiodifuziune TeleDixi din Moldova pentru 4,1 milioane de dolari. [14] Tot în 2008, CTC Media și Terra Group au înființat o companie de radiodifuziune SofTS în Uzbekistan. Cu toate acestea, nu a decolat și a fost vândut în 2010. [15]
În aprilie 2008, CTC Media a achiziționat canalul DTV (în prezent – Che) de la acționarul Grupului Modern Times. [16]
În 2006, CTC Media a achiziționat compania de televiziune Orion din Samara, Rusia, și a continuat să achiziționeze RIO în aceeași regiune în mai 2011. [17]
Acționari
CTC Media a devenit publică pe 1 iunie 2006, la 14 dolari pe acțiune și a fost listată la NASDAQ sub simbolul "CTCM". Proprietarii grupului au oferit 16,38%, cu o valoare totală a IPO de 345,9 milioane de dolari. La 26 februarie 2009, capitalizarea de piață a CTC Media s-a ridicat la 504 milioane de dolari. [18]
Acțiunile ordinare ale companiei au încetat să se tranzacționeze pe NASDAQ Global Select Market în mai 2016. [19]
Directorii generali
Peter Gerwe (1989-2004)
Alexander Rodnyansky (2004-2008)
Anton Kudryashov (2008-2011)
Boris Podolskiy (2011–2013)[20]
Yuliana Slashcheva (2013–2016)[21][22]
Viacheslav Murugov (2016–prezent)[23]
Afaceri
СTC Media încorporează cinci canale de televiziune gratuite la nivel național în Rusia (CTC, Domashny, Che, CTC Love, Kazahstan (Channel 31) cu o audiență potențială combinată de peste 150 de milioane de persoane. CTC-International este disponibil în Israel, Germania, Letonia, Lituania, Estonia, SUA, Canada și Australia. Versiunile internaționale ale Domashniy și Peretz sunt disponibile în țările CSI și în Europa, Georgia, Mongolia, în SUA și Australia. Versiunea internațională a canalului Peretz este disponibilă și în statele baltice și în Cipru. Grupul încorporează agenția de vânzări de publicitate EvereST-S, Social TV Network VideoMore.Ru și portalurile CTC.ru, Domashniy.ru, Chetv.ru, CTCLove.ru, precum și Caramba TV.